# Justus B. Entz
Justus Bulkley Entz (* 16. Juni 1867 in New York City; † 8. Juni 1947 in New Rochelle, New York) war ein US-amerikanischer Elektrotechniker und Erfinder.
Er arbeitete ab 1887 als Elektriker für Thomas Alva Edison, wo er an einigen Patenten beteiligt war.
1897 gründete der Erfinder und Unternehmer Isaac L. Rice zwei Firmen: Zum einen die Electric Vehicle Company in New York, welche elektrisch betriebene Taxis herstellte und damit Taxibetriebe in New York und Philadelphia als erste Städte der USA mit Motordroschken belieferte. Die andere Firma war die Electric Storage Battery Company in Philadelphia, welche für die von der Electric Vehicle Company und anderen Rice-Betrieben benötigten Akkumulatoren zuständig war. Entz wurde noch 1897 auf die Position des Chefingenieurs der Electric Storage Battery Company berufen.

## Das Entz-Getriebe
Seit den frühen 1890er Jahren arbeitete Entz an Entwürfen für ein benzinbetriebenes Auto, welches ein von ihm erfundenes elektromagnetisches Getriebe erhielt. Die Wirkungsweise entspricht dem eines dieselelektrischen Antriebs. Der Fahrmechanismus hat keine direkte Verbindung zwischen dem Motor und den Hinterrädern. Im Schwungrad des Motors am hinteren Ende der Kurbelwelle sind die Feldwicklungen eines Generator angebracht. Der Anker des Generators sitzt auf einer gemeinsamen Welle mit den Anker des Elektromotors vor der Kardanwelle. Der vom Generator erzeugte Strom wird dem Elektromotor zugeführt. Die Übersetzung wird über der Erregerstrom des Generators durch einen Hebel neben dem Lenkrad reguliert. Ein Fahrzeug mit Entz-Antrieb muss also weder geschaltet noch gekuppelt werden.
1898 hatte Entz einen fahrbaren Prototyp fertiggestellt. Während einer Testfahrt, welche Ingenieur Hiram Percy Maxim für die interessierte Pope Manufacturing Company durchführte, entstand im Getriebe ein Lichtbogen der ein Loch in den Tank schmolz und das Benzin entzündete. Darauf geriet das Fahrzeug in Brand. Trotzdem wurden von Popes Columbia Automobile Company einige Exemplare mit Entz-Getriebe gebaut, wahrscheinlich unter der Bezeichnung Mark IX. Zu einer Serienfertigung kam es indes nicht, Columbia baute bis 1913 sowohl elektrisch- wie auch benzingetriebene Automobile.

## Entz Motor Car Corporation
Mehrere Hersteller verwendeten den Entz-Antrieb in ihren Fahrzeugen. Entz selber hat nach dem erwähnten Prototyp von 1898 erst 1914 ein weiteres Auto nach seinem System gebaut. Im Entz Six brauchte der Fahrer im normalen Fahrbetrieb lediglich Lenkung und Gas zu bedienen, den Rest erledigte das Entz-Getriebe, das mittels eines Hebels im Lenkrad eingestellt wurde. Im Januar 1914 wurde das Fahrzeug am New Yorker Automobilsalon der Öffentlichkeit präsentiert. Kurz darauf wurde die Entz Motor Car Corporation in New York ins Leben gerufen. Ende Juni 1914 wurden das Auto und seine Wirkungsweise der SAE (Society of American Engineers; heute die Society of Automotive Engineers) gezeigt. Bei dieser Gelegenheit kündigte Entz den Beginn einer Serienproduktion an.

## Owen Magnetic

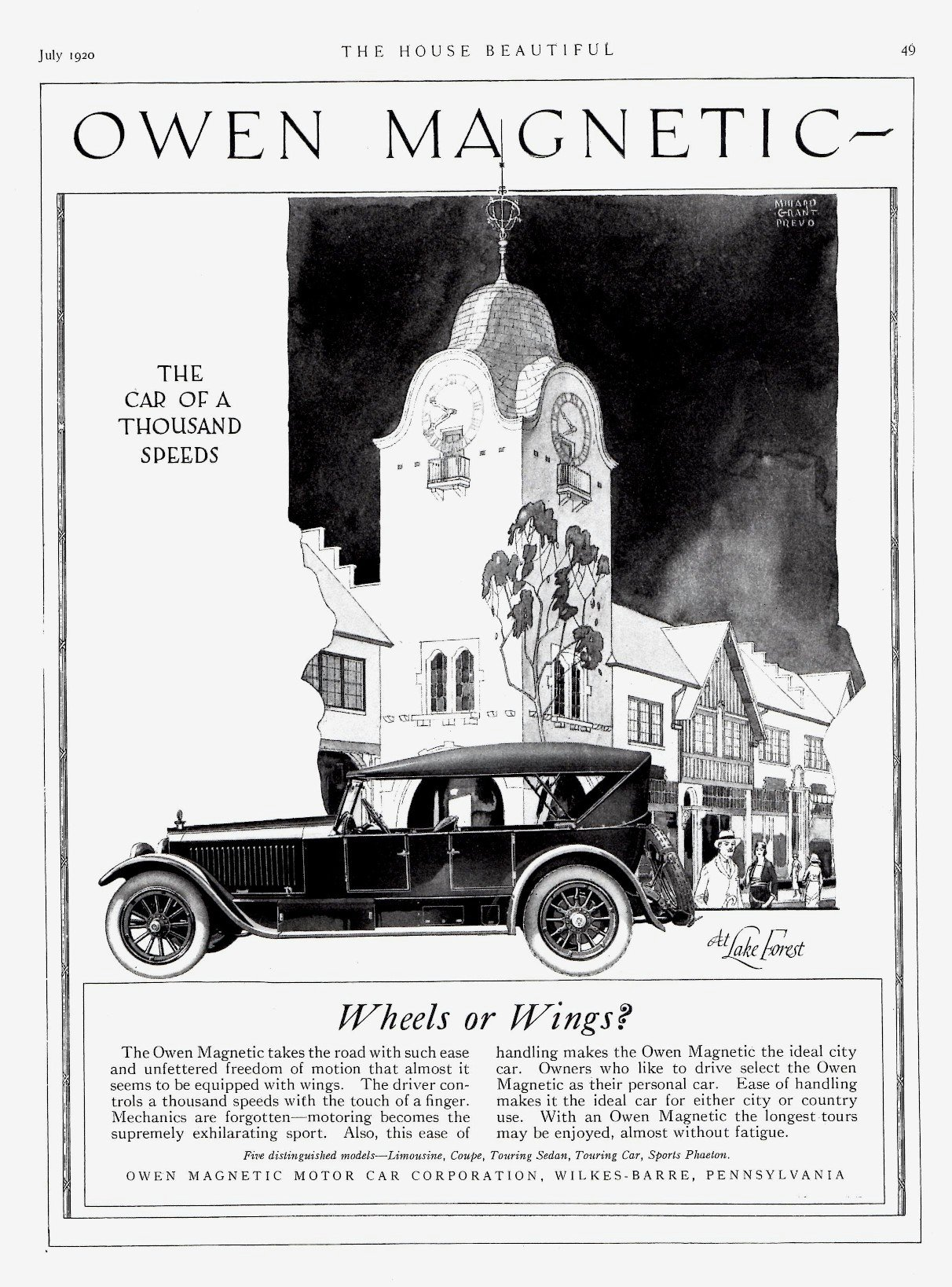
Der 1915–1922 gebaute Owen Magnetic ist das bekannteste Auto mit Entz-Getriebe (Anzeige von 1920)

Dazu kam es indes nicht. Walter C. Baker, Gründer der American Roller Bearing Company und des Elektroauto-Herstellers Baker Motor Vehicle Company in Cleveland (Ohio), erwarb das Patent für das Entz-Getriebe. Zusammen mit den Brüdern Raymond M. und Ralph R. Owen brachte er es zur Serienreife. Das Fahrzeug wurde als Luxusauto in geringen Stückzahlen von 1915 bis 1922 gefertigt und erlebte in dieser Zeit mehrere Wechsel der Eigentümer und der Produktionsstandorte. In der Praxis erwies sich das System zwar als funktionstüchtig. Für eine rationelle Herstellung war es aber zu komplex und zu teuer, für die Kunden der damaligen Zeit brachte es außer einem Gesprächsthema im Country Club kaum Vorteile aber etliche Nachteile. Zu diesen gehörte vor allem die aufwendige Wartung.
Anfang 1920 erhielt Owen Magnetic von der britischen Firma Crown Limited einen Auftrag zur Lieferung von 500 Fahrzeugen, welcher über mehrere Jahre angelegt war. Die Automobile sollten im Vereinigten Königreich als Crown Magnetic vertrieben werden. Ob und wie viele geliefert wurden, ist unklar.

## Andere Kraftfahrzeuge
1918–1919 vergab Raymond Owen eine Lizenz für das Entz-Getriebe an die Magnetic Motors Corporation in Chicago (Illinois). Diese verwendete es für ihren Deering Magnetic. Dieser Luxuswagen war im Prinzip eine Kombination des fortschrittlichen aber ohnehin bereits sehr teuren Dorris Six mit einem Entz-Getriebe. Folgerichtig wurde er auch bei der Dorris Motor Car Company in St. Louis (Missouri) produziert.
Der britische Magnetic Car verwendete ebenfalls Entz-Getriebe. Er wurde von 1920 bis 1925 in mehreren Versionen gebaut.
Die Bourne Magnetic Truck Company aus Philadelphia ist der einzige bislang identifizierte Nutzfahrzeughersteller, der Entz-Getriebe verwendete. Die Lkw Bourne VM und VX mit Nutzlasten von 2 respektive 3½ sh tn (1815 respektive 3175 kg) wurden von 1915 bis 1919 produziert, offenbar überwiegend für den Einsatz auf Ölfeldern.
Die Muttergesellschaft des Owen Magnetic-Herstellers, Baker, Rauch & Lang Company und später Rauch & Lang Inc., stellte von 1929 bis 1935 das Raulang-Taxi mit Entz-Antrieb in kleinen Stückzahlen her.

## USS New Mexico

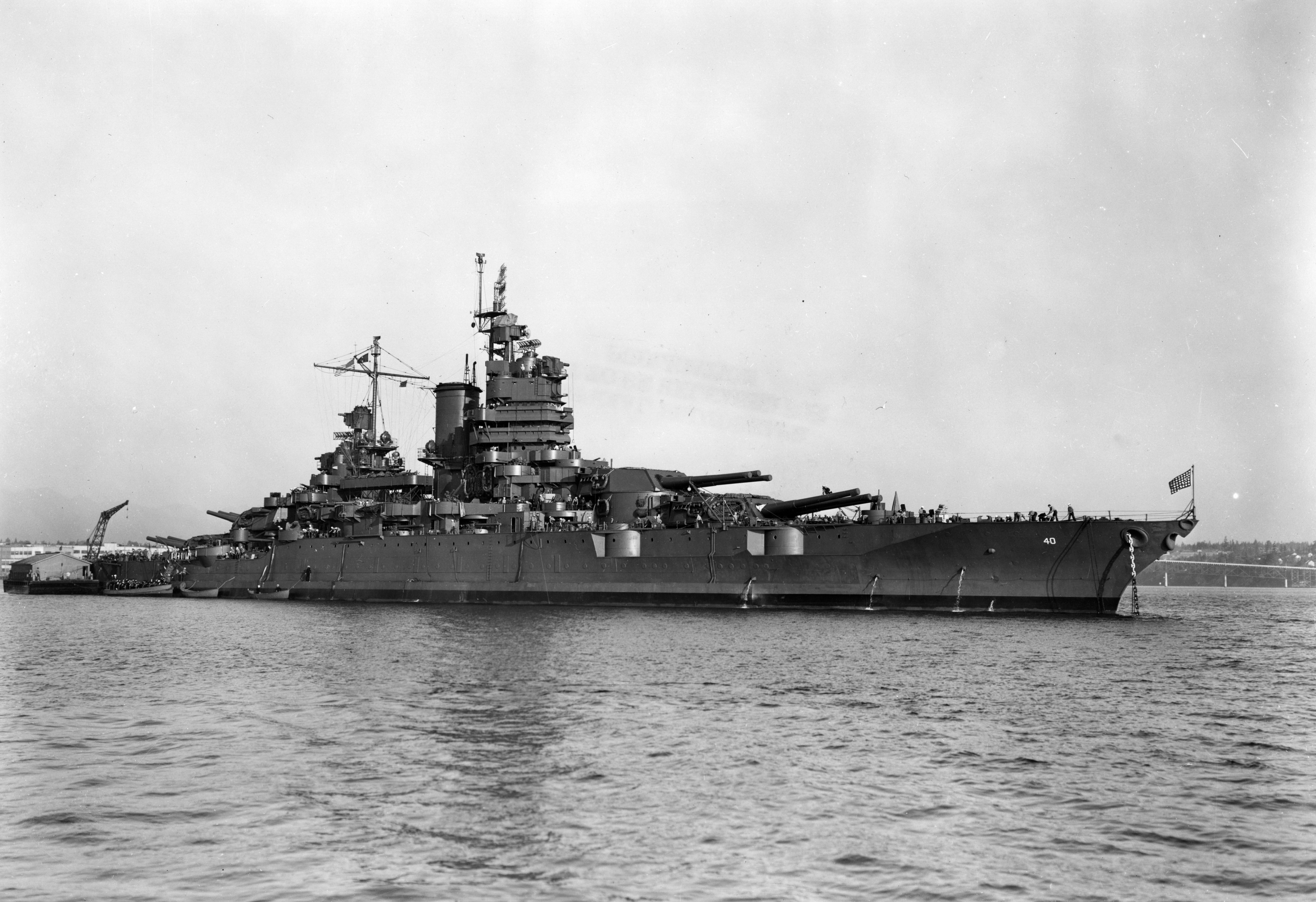
Die New Mexico

Die United States Navy verwendete eine Weiterentwicklung des Entz-Getriebes für das 1915 auf Kiel gelegte Schlachtschiff New Mexico (190 m; 32'000 ts). Damit wurde das Schiff bis zu einem Umbau 1936 angetrieben.